# Jerzy Gościcki
Jerzy Nikodem Gościcki (ur. 15 września 1879 w Płocku, zm. 5 stycznia 1946 w Gostyninie) – polski ekonomista, polityk, minister rolnictwa i dóbr państwowych, poseł na Sejm I kadencji w II RP z ramienia Związku Ludowo-Narodowego.

## Życiorys
Urodził się w rodzinie ziemiańskiej. Był synem Czesława Gościckiego (1850–1938) i Cecylii z d. Linde. Uczęszczał do szkół średnich w Częstochowie, Warszawie oraz Płocku, gdzie zdał maturę. W latach 1899–1903 był słuchaczem Studium Rolniczego przy Uniwersytecie Jagiellońskim. Następnie studiował ekonomię i organizację samorządów w Niemczech, Francji i Wielkiej Brytanii.
W czasie studiów w Krakowie należał do Związku Młodzieży Polskiej „Zet” i był prezesem stowarzyszenia „Młodość”. Członek Ligi Narodowej od 1902 roku. Po studiach zamieszkał w Warszawie. W 1905 uczestniczył w strajku szkolnym. W tym samym roku podjął współpracę z redakcją tygodnika „Czytelnik dla Wszystkich”, w której pełnił funkcję łącznika terenowych przedstawicieli Organizacji Narodowej z jej centralnymi władzami i Komitetem Krajowym Ligi Narodowej. W tym okresie publikował także w prasie codziennej, m.in. w „Narodzie”, „Sprawie Polskiej” i „Gońcu Porannym i Wieczornym”.
Po powrocie do kraju objął rodzinny majątek Piączyn. Rozpoczął wówczas działalność w Płockim Towarzystwie Rolniczym. W 1910 r. pełnił funkcję sekretarza Wydziału Społeczno-Ekonomicznego Centralnego Towarzystwa Rolniczego, był również członkiem jego Komisji Wydawniczej. Ponadto w latach 1913–1914 uczestniczył w działalności Komisji Rewizyjnej Towarzystwa Wzajemnej Pomocy Pracowników Rolnych, a także był sekretarzem warszawskiego Oddziału Izby Handlowej Rosyjsko-Angielskiej. W 1910 r., będąc bliskim współpracownikiem Romana Dmowskiego, został członkiem Komitetu Centralnego Ligi Narodowej.
W latach 1912–1916, jako reprezentant Stronnictwa Narodowo-Demokratycznego z guberni płockiej, sprawował funkcję posła do rosyjskiej IV Dumy Państwowej Imperium Rosyjskiego. Pracował w komisjach Finansowej i Samorządowej, zyskując opinię eksperta od spraw stosunków ekonomiczno-rolniczych i często zabierając głos w tych kwestiach.

### Wielka wojna
Wybuch wojny zastał Gościckiego w Niemczech, gdzie jako obywatel rosyjski został aresztowany i na krótko osadzony w twierdzy w Rostocku. Uwolniono go na skutek interwencji podjętej przez Rosję za pośrednictwem państw neutralnych. Po powrocie do Warszawy znalazł się w gronie założycieli Komitetu Narodowego Polskiego (25 listopada 1914 r.). Następnie wyjechał do Rosji, gdzie był jednym z inicjatorów założenia w Piotrogrodzie Klubu Narodowego. Poza tym kontynuował działalność w przeniesionym tam Komitecie Narodowym Polskim. Na terenie Rosji działał również w reaktywowanym Centralnym Komitecie Obywatelskim Królestwa Polskiego w Rosji pracując w powstałym w listopadzie 1915 r. Wydziale Opieki nad Dziećmi.
Po rewolucji lutowej i obaleniu caratu 29 marca 1917 uczestniczył w delegacji polskiej do premiera Rządu Tymczasowego księcia Gieorgija Lwowa, domagającej się deklaracji w sprawie niepodległości Polski. W dniach 3–9.08.1917 r. wziął udział w Polskim Zjeździe Politycznym w Moskwie, pracował w jego Komisji Organizacyjnej i wszedł do utworzonej na nim Rady Polskiej Zjednoczenia Międzypartyjnego w Moskwie, zostając – jako reprezentant Narodowej Demokracji – kierownikiem jej Wydziału Spraw Wewnętrznych. W maju 1918 r. przybył do Berdiańska (gdzie przebywała jego żona), a następnie przedostał się do kraju.

### II Rzeczpospolita
Latem 1918 powrócił do Królestwa Polskiego. Pod koniec 1918 został członkiem Komitetu Centralnego Ligi Narodowej. Uczestniczył w powołaniu Związku Ludowo-Narodowego. Poza tym był członkiem redakcji „Gazety Warszawskiej”, centralnego organu prasowego ZLN. W 1919 mianowany dyrektorem Departamentu Polityki Aprowizacyjnej w Ministerstwie Aprowizacji. W 1920 r. został kierownikiem Wydziału Ekonomicznego Centralnego Towarzystwa Rolniczego i Naczelnego Wydziału Centralnych Organizacji Rolniczych, przekształconych następnie w Związek Izb i Organizacji Rolniczych. W 1922 został wybrany do Sejmu. W Sejmie Rzeczypospolitej Polskiej I kadencji był członkiem klubu Związku Ludowo-Narodowego. Pracował jako referent w Komisjach Przemysłowo-Handlowej i Skarbowej. Należał do grona najaktywniejszych posłów narodowych. W latach 1921–1922 Gościcki był członkiem komisji rewizyjnej Towarzystwa Urzędników Gospodarczych oraz komisji rewizyjnej Giełdy Zbożowo-Towarowej w Warszawie, poza tym jako jeden z przedstawicieli Związku Ziemian zasiadał w Zarządzie Spółki Akcyjnej Handlu Ziemiopłodami. Ponadto był członkiem Związku Izb i Organizacji Rolniczych, członkiem zarządu Związku Kółek Rolniczych Centralnego Towarzystwa Rolniczego, członkiem Rady Centralnej Związku Polskich Organizacji Rolniczych oraz wieloletnim prezesem Związku Hodowców Nasion i Zbóż. Współpracujący z nim w radzie Juliusz Zdanowski wystawił mu bardzo pochlebną opinię, podkreślając jego fachowość i kompleksową wizję rozwoju polskiego rolnictwa. W latach 1923–1924 pełnił funkcję sekretarza generalnego, a także kierownika Wydziału Ekonomicznego Związku Polskich Organizacji Rolniczych Rzeczypospolitej Polskiej

#### Minister rolnictwa i dóbr państwowych

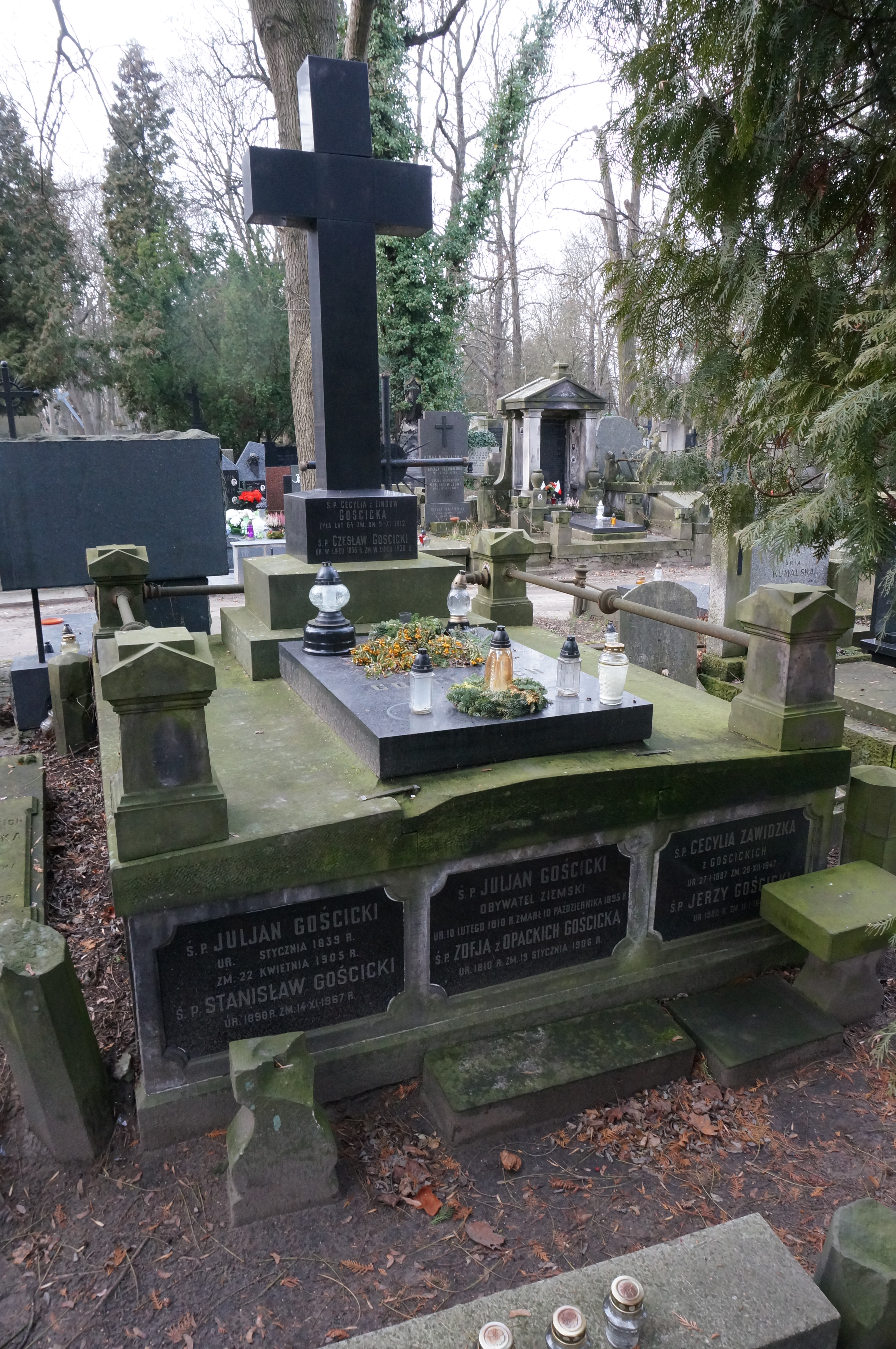
Grób Jerzego Gościckiego przed renowacją

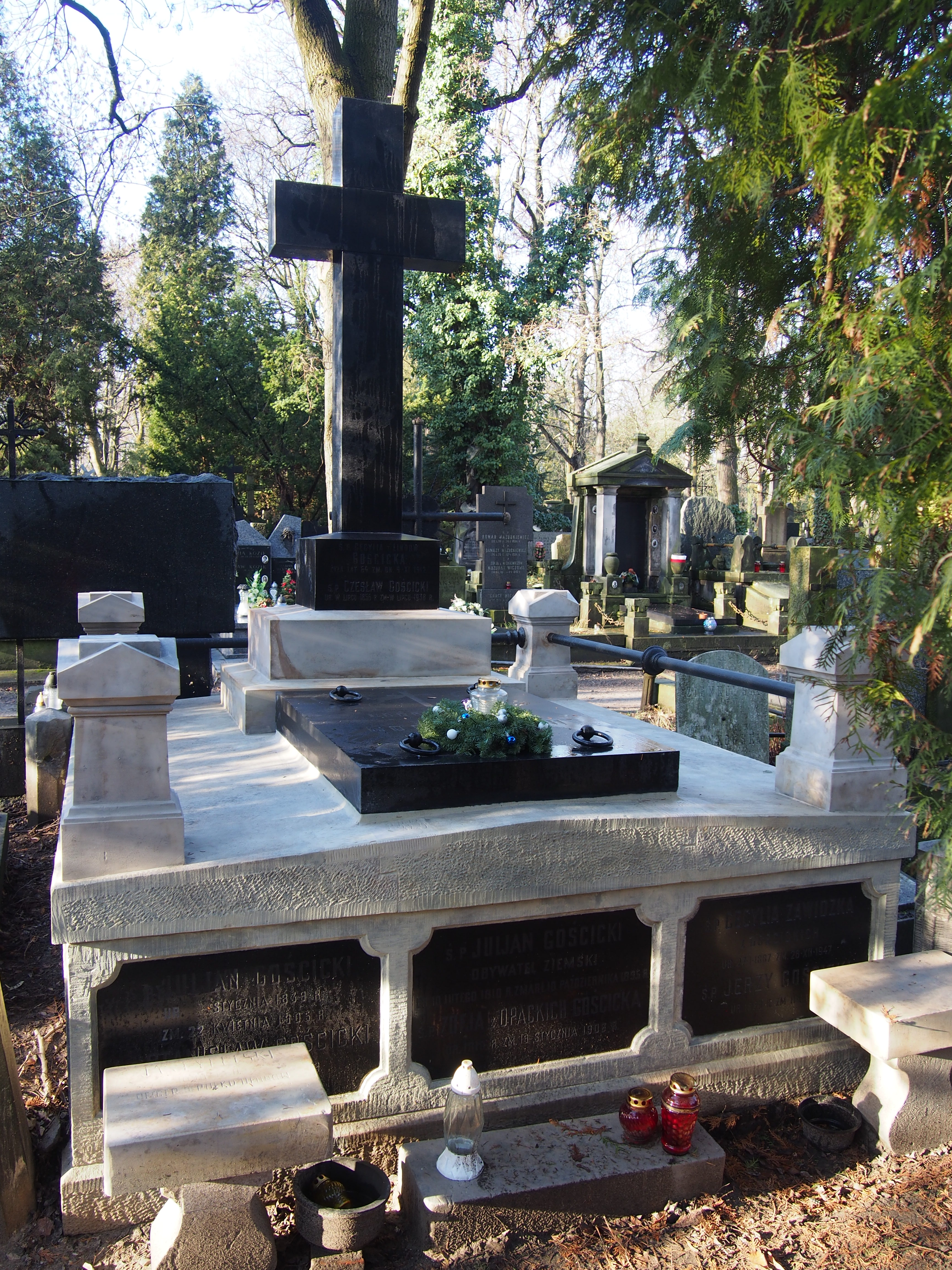
Grób Jerzego Gościckiego po renowacji (2023)

28 maja 1923 r. ministra rolnictwa dóbr państwowych w drugim gabinecie Wincentego Witosa.Funkcję tę sprawował do czasu rekonstrukcji rządu, w wyniku której 27 października 1923 r. odstąpił stanowisko działaczowi wielkopolskiego Chrześcijańsko-Narodowego Stronnictwa Rolniczego Alfredowi Chłapowskiemu. Gościcki jako minister dążył do szybkiego podnoszenia poziomu produkcji rolniczej oraz kultury rolnej. Chciał zwiększyć poziom eksportu produkcji rolnej do poziomu przedwojennego, współpracując ze stowarzyszeniami rolniczymi. Ponadto zabiegał też o zwiększenie budżetu kierowanego przez siebie ministerstwa, argumentując, że uzyskane środki zostaną przeznaczone m.in. na rozwój szkolnictwa i nauki rolnej oraz jako subwencje dla organizacji rolnych. Gościcki zaproponował, aby część opłat wywozowych pobieranych od producentów rolnych przez państwo została przeznaczona na obniżanie cen nawozów sztucznych. Wystąpił również z projektem sprowadzania z zagranicy udoskonalonych ras zwierząt. Kolejne zagadnienie, które go interesowało, stanowiła ochrona lasów państwowych i prywatnych przed rabunkową eksploatacją. W związku z tym zapowiedział, że rząd będzie egzekwował od ich użytkowników obowiązek zalesiania karczowanych terenów. Zastrzegł również, że w celu ratowania drzewostanu gotowy jest na wprowadzenie zakazu wywozu drewna za granicę. Minister planował powołać Państwową Radę Rolniczą, złożoną z fachowców, która pełniłaby rolę organu doradczego ministerstwa.

#### Dalsze lata
Po ustąpieniu z funkcji ministra współorganizował Kongres Rolniczy w Warszawie. Pracował jako sekretarz generalny w pozostającym pod wpływem Narodowej Demokracji Centralnym Towarzystwie Rolniczym w Warszawie, a w latach 1925–1930 wchodził w skład Prezydium CTR. W grudniu 1925 r. został powołany w skład Państwowej Rady Rolniczej. Po zamachu majowym w 1926 r. stopniowo wycofywał się z aktywnego życia politycznego, jednocześnie kontynuując działalność w organizacjach rolniczych. Jesienią 1928 r. wszedł z ramienia Centralnego Towarzystwa Rolniczego w skład Komisji Unifikacyjnych Organizacji Rolniczych, w 1929 r. został zaś członkiem Rady Głównej Centralnego Towarzystwa Organizacji i Kółek Rolniczych. Od 1930 r. był dyrektorem Związku Polskich Organizacji Rolniczych i członkiem zarządu Związku Ekspertów Zboża. W 1937 r. był prezesem Związku Izb i Organizacji Rolniczych.

### II wojna światowa i dalsze lata
W czasie okupacji niemieckiej współpracownik Delegatury Rządu na Kraj. Po Powstaniu Warszawskim dotarł do Łowicza. Zmarł w Gostyninie w domu swojego brata, a 15 lutego został pochowany w grobie rodzinnym na warszawskich Powązkach (kwatera 206-5-22/23).
W 2022 roku z inicjatywy premiera Mateusza Morawieckiego, Fundacja „Stare Powązki” w ramach projektu odrestaurowywania grobów ministrów II RP, odnowiła miejsce pochówku Gościckiego.

## Życie prywatne
Jego żoną od 20 stycznia 1916 roku była Maria z Pawłowskich. Mieli córkę Cecylię.

## Ordery i odznaczenia[11]
- Oficer Orderu Legii Honorowej (Francja)
- Order Zasługi Rolniczej (Francja)
- Wielka Wstęga Orderu Gwiazdy Rumunii